# Xantal Giné
Xantal Giné Patsi, née le 23 septembre 1992 à Barcelone, est une joueuse espagnole de hockey sur gazon.

## Carrière
Avec l'équipe d'Espagne féminine de hockey sur gazon, elle remporte la médaille de bronze de la Coupe du monde de hockey sur gazon féminin 2018 et termine huitième du tournoi féminin de hockey sur gazon aux Jeux olympiques d'été de 2016.